# Livegenskapsteater

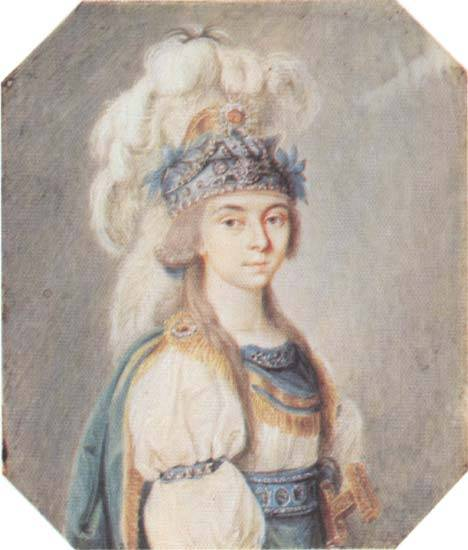
Praskovja Kovaljova-Zjemtjugova, 1700-talet.

Livegenskapsteater var en typ av privat teater under livegenskapen i Ryssland, mellan 1600-talets slut fram till emancipationsreformen 1861, där den ryska adeln utbildade sina livegna i skådespel, balett och sång och fick dem att uppföra teaterpjäser och annan scenkonst för godsägaren och dennas gäster. 
I en sådan teater kunde, förutom livegna, även amatörskådespelare från adeln, samt fria skådespelare och musiker medverka. I vissa teatrar spelade endast adeln själva eller deras barn, medan livegna endast stod för föreställningarna (byggande och utrustning av scenen, produktion av kulisser och kostymer, musikaliskt ackompanjemang etc.); i andra spelade både amatörskådespelare och livegna skådespelare tillsammans. Teatrar som tillhörde godsägare kunde ibland omvandlas till offentliga teatrar mot entréavgift.
Livegna teatrar spelade en viktig roll för utvecklingen av nationell teaterkonst och till dess breda spridning inte bara i stora städer utan även i provinserna, under en tid när det ännu inte fanns någon fri utbildad klass av scenkonstnärer i Ryssland, som länge tvingades hyra in utländska europeiska skådespelare. 
Den livegna teatern är främst känd från Ryssland, men den förekom även i Polen. 